# 134019 Nathanmogk
134019 Nathanmogk è un asteroide della fascia principale. Scoperto nel 2004, presenta un'orbita caratterizzata da un semiasse maggiore pari a 2,2397129 UA e da un'eccentricità di 0,0206048, inclinata di 4,87727° rispetto all'eclittica.